# 假多瓣蒲桃
假多瓣蒲桃（学名：Syzygium polypetaloideum）是桃金娘科蒲桃属的植物，是中国的特有植物。分布在中国大陆的云南、广西等地，生长于海拔200米至1,000米的地区，常生长在喜生河边沙地上，目前尚未由人工引种栽培。